# Detlef Kemena
Detlef Kemena (* 12. März 1947) ist ein ehemaliger deutscher Fußballspieler. Der Abwehrspieler stand von 1965 bis 1974 bei Arminia Bielefeld – mit zweijähriger Unterbrechung von 1971 bis 1973 bei Arminia Gütersloh – unter Vertrag.

## Werdegang
Als Jugendlicher spielte Kemena bei Union Herford. Bereits im Jahr 1962 führte ihn sein fußballerisches Talent in die Deutsche Schülernationalmannschaft. An der Seite des späteren Bundesligaspielers Walter Bechtold kam er im April in den zwei Länderspielen gegen England (2:1-Sieg in London) und Wales (0:0-Remis in Cardiff) zum Einsatz. Er war Kapitän der deutschen Jugendnationalmannschaft und spielte dabei in einer Mannschaft mit späteren A-Nationalspielern wie Norbert Nigbur, Berti Vogts und Franz Beckenbauer. In den Jahren 1964 und 1965 nahm er mit der deutschen Mannschaft am UEFA-Juniorenturnier teil.
Kemena wechselte im Jahre 1965 zu Arminia Bielefeld in die Fußball-Regionalliga West und schaffte fünf Jahre später, 1969/70, mit der Mannschaft den Aufstieg in die Bundesliga. Nach der Vizemeisterschaft im Westen hinter dem VfL Bochum und vor den Konkurrenten Wuppertaler SV und Fortuna Düsseldorf, setzten sich die Schützlinge von Trainer Egon Piechaczek in der Aufstiegsrunde gegen den Karlsruher SC, SV Alsenborn, Tennis Borussia Berlin und den VfL Osnabrück durch und stiegen in die Bundesliga auf. Kemena bestritt alle acht Aufstiegsrundenspiele und bildete zusammen mit Torhüter Gerd Siese und den Verteidigerkollegen Horst Wenzel, Dieter Schulz und Klaus Köller dabei den Abwehrblock. In der Saison 1970/71 debütierte er mit der Arminia am Starttag, den 15. August 1970, mit einer 0:3-Niederlage bei Borussia Dortmund in der Bundesliga. Auch in den vier folgenden Ligaspielen gegen Rot-Weiss Essen, Eintracht Frankfurt, Borussia Mönchengladbach und den Hamburger SV stand er in der Elf des Aufsteigers. Mit seinem Einsatz am 30. Spieltag, den 8. Mai 1971, bei der 1:4-Niederlage beim SV Werder Bremen endete seine Bundesligakarriere. Für die Arminia absolvierte Kemena zehn Bundesliga- und insgesamt 116 Regionalligaspiele und erzielte dabei neun Tore.
Der ehemalige Schüler- und Jugendnationalspieler schloss sich zur Runde 1971/72 dem Regionalligisten Arminia Gütersloh an. Unter den Trainern Günter Luttrop und Michael Pfeiffer kamen von 1971 bis 1973 weitere 52 Regionalligaeinsätze mit sechs Toren in der Westliga hinzu. Zur Runde 1973/74 kehrte er nochmals an die Alm zurück. Als Spielertrainer war er noch für SV Steinheim und den Landesligisten Fortuna Schlangen aktiv.
Nach seiner Karriere arbeitete Kemena als Lehrer an der Realschule in Bielefeld-Bethel. Dort unterrichtete er Sport und Englisch. Im Juli 2010 ging er in den Ruhestand.